# Забродье (Житомирская область)
Забро́дье (укр. Забріддя) (в XVII столетии также известно как Малый Щениев) — село на Украине, основано в 1628 году, находится в Черняховском районе Житомирской области.
Код КОАТУУ — 1825684001. Население по переписи 2001 года составляет 621 человек. Почтовый индекс — 12344. Телефонный код — 4134. Занимает площадь 3,036 км².

## Адрес местного совета
12344, Житомирская область, Черняховский р-н, с. Забродье, ул. Черняховская, 1